# Городские встречи
«Городские встречи» — второй официальный студийный альбом российского автора и исполнителя песен в жанре «русский шансон» Сергея Наговицына.

## Об альбоме
Второй официальный альбом Сергея Наговицына был записан в 1993 году продакшн-студии радио «Европа Плюс — Пермь» и в студии пермской группы «Шоколад».

Альбом вышел в 1993 году на кассетах и компакт дисках CD Jeff Records.